# Carallia eugenoidea
Carallia eugenoidea är en tvåhjärtbladig växtart som beskrevs av George King. Carallia eugenoidea ingår i släktet Carallia, och familjen Rhizophoraceae. Inga underarter finns listade i Catalogue of Life.